# 朱微明
朱微明（1915年—1996年），女。原名朱秀全、朱明，江苏无锡人，中国战地新闻工作者，翻译家。

## 生平

### 早年与教育
1915年9月生于江苏省无锡市职员家庭。小学毕业后，因家破产辍学三年。考入初中后，享受清寒奖学金，兼职图书管理员。1935年寒假，在家乡参加地下党领导的学生进步组织。1935年，在无锡县立女子中学毕业。

### 生涯
1937年在镇江师范高三肆业时，抗战爆发，流亡鲁南、赣北等地做救亡工作。1939年初，任重庆《大公报》渝市记者。1940年6月，经桂林八路军军办事处介绍，参加皖南新四军。1941年2月加入中国共产党。同年6月因汉奸告密被日军逮捕，监禁3月后自救逃离。11月与彭柏山结婚。先后担任解放区的报纸编辑和记者工作近10年。1952年春，插入上海俄专高级班学俄文。1953年春，分配在上海电影制片厂译制组工作（现上海电影译制厂）。翻译了《奇婚记》等70余部苏联电影。1960年代初，朱微明通过陈毅夫人张茜获得30余万字的俄文《漂来的磨坊》翻译任务，收入稿费4000多元。

### 晚年
受胡风反革命集团案的影响，朱微明在文化大革命中受到严重摧残，被送入牢房泡在污水之中。其夫彭柏山被人用棍子活活打死。1983年离休。晚年患有类风湿疾病，1990年代末去世。2001年2月，由梅志代序的遗著《往事札记》得到出版。

## 家庭
- 夫：彭柏山
- 长女：彭小钧
- 女儿：彭小莲，导演、作家（彭小莲是彭柏山、朱微明的第五个孩子）

## 著作
- 朱微明. . 广东人民出版社. 2001年. ISBN 9787218035444.